# Charolaiskvæg
Charolais kvæg er en fransk kødkvægsrace, der oprindeligt stammer fra grevskabet Charolais området omkring Charolles i Bourgogne i det østlige Frankrig. 
Individerne har store muskler og tyrene vejer op til 1100 kg mens køerne vejer op til 900 kg. I England nåede en tyr fra denne race en vægt på 2 tons.
Charolais er den næstmest udbredte kvægrace i Frankrig efter Holstein. 31. December 2014 havde Frankrig 4,22 mio. Charolais kvæg. 
I alt er der omkring 730.000 Charolais kvæg udenfor Frankrig. 
I Danmark er det den 3.-4. mest udbredte kødkvægsrace.
I Danmark findes  8.288 registrerede dyr, heraf 2.176  køer (2014). Udvoksede tyre vejer ca. 1200 – 1600 kg, køer 900 – 1100 kg.